# Sjeverni Zhou
Sjeverna Dinastija Zhou (kineski: 北周朝, pinyin: Bĕi Zhōu Cháo) je bila kineska dinastija koja je zamijenila Zapadni Wei i vladala sjevernom Kinom od 557. do 581. godine. Zamijenila ju je Dinastija Sui.

## Povijest
Uspon Sjevernog Zhoua je omogućio Yuwen Tai, koji je bio vrhovni general Zapadnog Weija nakon raspada Sjevernog Weija na Zapadni i Istočni Wei 535. godine. Nakon Yuwen Taijeve smrti 557. godine, Yuwen Taijev nećak, Yuwen Hu, svrgnuo je cara Gonga i na prijestolje doveo Yuwen Taijevog sina, Yuwen Juea, pod imenom car Xiaomin. Tako je nastala nova dinastija Sjeverni Zhou. Iste godine je bivši car Gong ubijen, čime je ugašena dinastija Zapadni Wei. 
Vladavine prve trojice careva (sinova Yuwen Taija), Xiaomina, Minga i Wua bile su pod utjecajem Yuwen Hua, dok car Wu nije iz zasjede ubio Yuwen Hua 572. godine i postao neovisan vladar. 
Pod vladavinom sposobnog cara Wua, Sjeverni Zhou je porazio protivnički Sjeverni Qi 577. godine, te preuzeo njegove teritorije. Ipak, Wuova smrt 578. godine je donijela propast državi jer je njegov sin, car Xuan, bio svojeglav i okrutan vladar, čije je neuobičajeno ponašanje uzrokovalo jako slabljenje države. Nakon Xuanove smrti 580. godine (tada je već bio formalno umirovljeni car (Taishang Huang), Xuaov punac Yang Jian je zgrabio vlast i 581. godine svrgnuo Xuanova sina cara Jinga, osnivajući dinastiju Sui. Yang Jian je potom dao pobiti cijeli carski klan Yuwen, uključujući i mladog cara Jinga.

## Vladari Sjevernog Zhoua
| Postumno ime (Shi Hao 諡號)                                   | Rodno ime                       | Razdoblje vladavine | Prijestolno ime (Nian Hao 年號) i godine vladavine                                                                                       |
| ------------------------------------------------------------- | ------------------------------- | ------------------- | --- |
| Sjeverna dinastija                                            |                                 |                     | |
| Sjeverna dinastija Zhou 557. – 581.                           |                                 |                     | |
| Konvencionalno: Sjeverni Zhou + postumno ime                  |                                 |                     | |
| Xiao Min Di (孝閔帝 xiào mǐn dì)                              | Yuwen Jue (宇文覺 yǔ wén jué)   | 557.                | Nije postojalo |
| Ming Di (明帝 míng dì) ili Xiao Ming Di (孝明帝 xiào míng dì) | Yuwen Yu (宇文毓 yǔ wén yù)     | 557. – 560.         | Wucheng (武成 wǔ chéng) 559. – 560. |
| Wu Di (武帝 wǔ dì)                                            | Yuwen Yong (宇文邕 yǔ wén yōng) | 561. – 578.         | Baoding (保定 bǎo dìng) 560. – 565. Tianhe (天和 tiān hé) 566. – 572. Jiande (建德 jiàn dé) 572. – 578. Xuanzheng (宣政 xuān zhèng) 578. |
| Xuan Di (宣帝 xuān dì)                                        | Yuwen Yun (宇文贇 yǔ wén yūn)   | 578. – 579.         | Dacheng (大成 dà chéng) 579. |
| Jing Di (靜帝 jìng dì)                                        | Yuwen Chan (宇文闡 yǔ wén chǎn) | 579. – 581.         | Daxiang (大象 dà xiàng) 579. – 581. Dading (大定 dà dìng) 581.                                                                           |

## Vanjske poveznice
- History of China:  A good collection of information on Chinese history  Arhivirana inačica izvorne stranice od 22. travnja 2017. (Wayback Machine) (engl.)